# فراخوان میهنی برای مردم‌سالاری
فراخوان میهنی برای مردم‌سالاری (به عربی: التجمع الوطنی الدیمقراطی، به فرانسوی: Rassemblement National Démocratique) حزبی سیاسی در الجزایر است.
رهبر حزب احمد اویحیی است.
در انتخابات مجلس ۲۰۰۲ حزب ۴۶۱٬۶۱۰ رای (۸٫۲٪، ۴۷ کرسی) دریافت کرد.
در انتخابات ریاست جمهوری ۲۰۰۴ نامزد حزب، عبدالعزیز بوتفلیقه با کسب ۷٬۲۳۶٬۵۱۸ رای (۸۵٪) برنده شد.